# Математические заметки
Математические заметки — рецензируемый математический журнал Российской Академии наук.
Публикует статьи во всех областях математики.
Основан в 1967 году.
Основателем и первым главным редактором, с 1967 по 1987 год — профессор Сергей Борисович Стечкин (1920—1995).
С 1987 по 2022 год, 35 лет, главным редактором журнала был академик Виктор Павлович Маслов (1930—2023).
С 2022 года журнал возглавляет Дмитрий Валерьевич Трещев.
Английский перевод публикуется одновременно с русской версией.
С 1967 года под названием «Mathematical Notes of the Academy of Sciences of the USSR», а с 1991 года под названием «Mathematical Notes».

## Показатели
- В 2011 импакт-фактор составлял 0.295.[3]